# Кормиловское городское поселение
Кормиловское городско́е поселе́ние — муниципальное образование в Кормиловском районе Омской области Российской Федерации.
Административный центр — рабочий посёлок Кормиловка.

## История
Статус и границы городского поселения установлены Законом Омской области от 30 июля 2004 года № 548-ОЗ «О границах и статусе муниципальных образований Омской области».

## Население
| 2010  | 2011  | 2012  | 2013  | 2014  | 2015  | 2016  |
| ----- | ----- | ----- | ----- | ----- | ----- | ----- |
| 9616  | ↗9625 | ↗9632 | ↗9655 | ↘9638 | ↗9747 | →9747 |
| 2017  | 2018  | 2019  | 2020  | 2021  | 2023  |       |
| ↗9783 | ↗9787 | ↘9784 | ↘9684 | ↘9108 | ↘9088 |       |

## Состав городского поселения
| № | Населённый пункт | Тип населённого пункта                  | Население |
| - | ---------------- | --------------------------------------- | --------- |
| 1 | Кормиловка       | рабочий посёлок, административный центр | ↘9088     |